# Gaspar Camps
Gaspar Camps i Junyent (Igualada, 29 de diciembre de 1874 - Barcelona, 11 de agosto de 1942) fue un dibujante, ilustrador y pintor español, con influencia del modernismo y la publicidad.

## Biografía

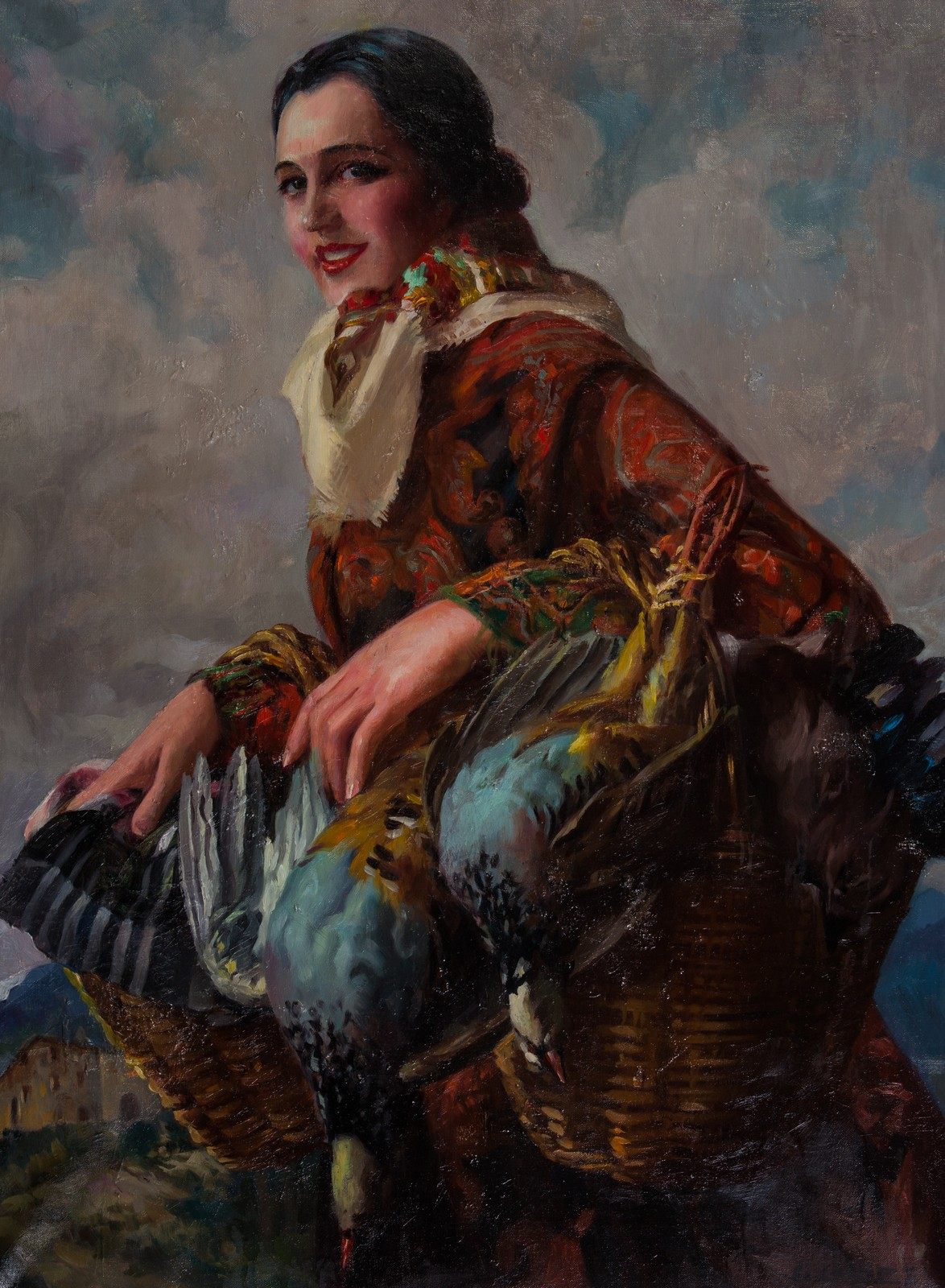
Mujer con cesto

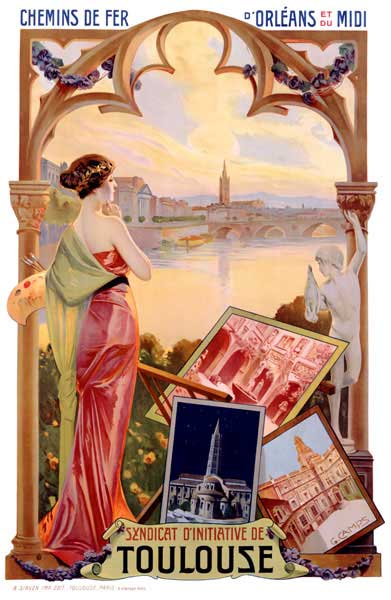
Cartel de la compañía Chemin de fer d'Orléans et du Midi. Toulouse.

Estudió en la escuela del Ateneo Igualadí y en la Escuela de la Lonja, junto con Mir, Sunyer y Nonell. Compaginó los estudios con un trabajo de barbero, hasta que Benet Malvehí le dio trabajo como dibujante en su fábrica de sedas. En 1892 volvió a Igualada, donde empezó a dar clases de dibujo. En 1894, pensionado por la Diputación de Barcelona y con la ayuda económica de su tío y de Joan y Carles Godó, se trasladó a París, donde vivió 3 años y fue discípulo de Benjamin-Constant y Jean-Paul Laurens. Muy influido por estos y por el checo Alfons Mucha, su obra se caracteriza por los decorados modernistas y la exuberancia de formas, visibles en los numerosos dibujos publicados por Camps en la revista Album Salón (1897-1908) y en los carteles publicitarios de su época parisiense.
Al volver de París, se instaló en la calle Custiol, en Igualada. En 1899 expuso en la Sala Parés y fundó la revista Pluma y Lápiz. Entre 1901 y 1903 trabajó en obras de la colección Ambos Mundos. Volvió a establecerse a París y consiguió el éxito con Cyrano de Bergerac y el Aiglon, obras de Edmond Rostand. Durante mucho tiempo ejerció como director artístico de la casa francesa de publicidad Sirven e hizo muchas obras comerciales usando a menudo como modelo su esposa, Cristina Dotti. Cuando vivía en París ilustró la Historia de Igualada de padre Joan Segura y diseñó la señera del Orfeón del Noya fundado por Miquel Jordana.
Al inicio de la Primera Guerra Mundial la casa Sirven creó una filial en Barcelona y nombró Gaspar Camps como cabo de talleres. Camps vivió un tiempo en Toulouse y el 1921 se incorporó al trabajo de Barcelona. Compaginó la publicidad con las obras por libre y el 1923 expuso a Sala Parara. El gobierno francés lo condecoró en 1934 con varias Palmes académiques. El 5 de abril de 1934 recibió un homenaje de la Agrupación de Acuarelistas de Cataluña y el 4 de junio fue nombrado hijo ilustre de la ciudad de Igualada. Los años 1941 y 1942 expuso con gran éxito a Sala Busquets.
Una escuela municipal de arte de Igualada, fundada el 1993, lleva su nombre, y se ha instalado una placa en su casa natal, situada en la calle de Santa María, 4, de Igualada.